# Rozhledna Anička
Anička je rozhledna nacházející se nad obcí Jiřice u Moravských Budějovic v okrese Znojmo.

## Historie
Rozhledna byla postavena v bezprostřední blízkosti obce Jiřice u Moravských Budějovic, v bývalém ovocném sadě, ve kterém zřídil Petr Vystrčil čtrnáct zastavení s obrazy Bedřišky Znojemské. Jméno nese po vnučce pana Petra Vystrčila od syna Michala.
Při slavnostním otevření celého areálu, které se uskutečnilo 11. září 2011, bylo vzpomenuto 10. výročí teroristického útoku v New Yorku a letecké havárie v Jaroslavli.